# Pleurocodonellina
Pleurocodonellina is een mosdiertjesgeslacht uit de  familie van de Smittinidae en de orde Cheilostomatida

## Soorten
- Pleurocodonellina californica Soule, Soule & Chaney, 1995
- Pleurocodonellina clavicula Ryland & Hayward, 1992
- Pleurocodonellina horsti (Osburn, 1927)
- Pleurocodonellina ingens Moyano, 2002
- Pleurocodonellina jeparaensis Asagabaldan, Bourgougnon, Bedoux, Kristiana, Ayuningrum, Widyananto, Muchlissin, Magueresse, Sabdono, Trianto & Radjasa, 2019
- Pleurocodonellina laciniosa Hayward & Ryland, 1995
- Pleurocodonellina lahainae Soule & Soule, 1973
- Pleurocodonellina longirostrata (Hincks, 1883)
- Pleurocodonellina macroperforata Tilbrook, 2006
- Pleurocodonellina marcusi Almeida, Souza, Farias, Alves & Vieira, 2018
- Pleurocodonellina microperforata Tilbrook, 2006
- Pleurocodonellina signata (Waters, 1889)

Niet geaccepteerde soort:
- Pleurocodonellina soulesi (Scholz & Cusi, 1993) → Parasmittina soulesi Scholz & Cusi, 1993